# اسکله نیروی دریایی
اسکله نیروی دریایی یک ۳٬۳۰۰-فوت-طول (۱٬۰۱۰-متر) اسکله در ساحل دریاچه میشیگان است که در محله استریترویل در منطقه نزدیک شمالی شیکاگو، ایلینوی، ایالات متحده واقع شده است. اسکله نیروی دریایی شامل بیش از ۵۰ جریب فرنگی (۲۰ هکتار) از فروشگاه‌ها، رستوران‌ها، تئاترهای زنده، جاذبه‌های خانوادگی، پارک‌ها (از جمله پارک برادران پولک), باغ‌ها و امکانات نمایشگاهی است و یکی از مقاصد برتر در ایالات میانه ایالات متحده به شمار می‌رود که سالانه بیش از نه میلیون بازدیدکننده جذب می‌کند. این مکان یکی از پر بازدیدترین جاذبه‌ها در کل میانه غربی است و دومین جاذبه گردشگری پر بازدید در شیکاگو می‌باشد.

## تاریخ

### استفاده نظامی

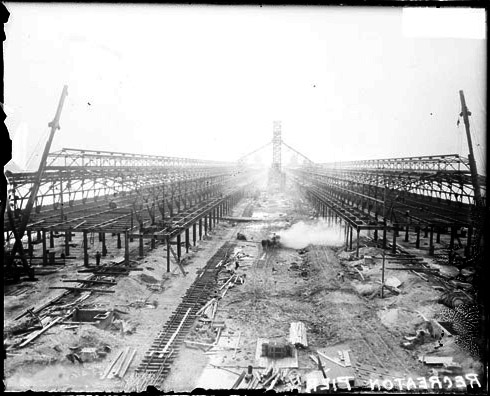
در حین ساخت، ۱۹۱۵ (شیکاگو دیلی نیوز)

اسکله نیروی دریایی در تاریخ ۱۵ ژوئیه ۱۹۱۶ به روی عموم باز شد. اسکله که به طور اولیه "اسکله شهری" نامیده می‌شد، توسط چارلز سامنر فراست، معمار معروف ملی، با طراحی بر اساس برنامه ۱۹۰۹ شیکاگو از دانیل برنهام و ادوارد اچ. بنت ساخته شد. هدف اولیه آن خدمت به عنوان اسکله برای باربرها، کشتی‌های مسافری، و تفریحات داخلی و خارجی بود؛ رویدادهایی مانند نمایشگاه‌ها و جشنواره‌ها در آنجا برگزار می‌شد.
در میانه سال ۱۹۱۸، اسکله همچنین به عنوان زندان برای افرادی که از خدمت نظامی فرار کرده بودند، استفاده شد. در سال ۱۹۲۷، اسکله به نام اسکله نیروی دریایی تغییر نام یافت تا به افتخار کهنه‌سربازان نیروی دریایی که در جنگ جهانی اول خدمت کرده بودند، یادبود شود.
در سال ۱۹۴۱، در طول جنگ جهانی دوم، اسکله به یک مرکز آموزشی برای نیروی دریایی ایالات متحده تبدیل شد؛ حدود ۱۰٫۰۰۰ نفر در آنجا کار می‌کردند، آموزش می‌دیدند و زندگی می‌کردند. اسکله دارای یک تئاتر با ۲,۵۰۰ صندلی، سالن ورزشی، ۱۲ صندلی آرایشگاه، خیاط، کفاش، فواره نوشیدنی و یک آشپزخانه و بیمارستان وسیع بود.
از سال ۱۹۴۶، با کاهش فعالیت‌های نیروی دریایی، دانشگاه ایلینوی کلاس‌هایی را در اسکله برگزار کرد، به ویژه برای خدمت به تقاضای بالا از جانب سربازان بازگشته. با افزایش ظرفیت به حداکثر، مدرسه از اسکله فراتر رفت و دانشگاه ایلینوی در شیکاگو تا حدی به عنوان نتیجه تأسیس شد. پس از ترک دانشگاه، اسکله نیروی دریایی کمتر مورد استفاده قرار گرفت.

### استفاده‌های بعدی

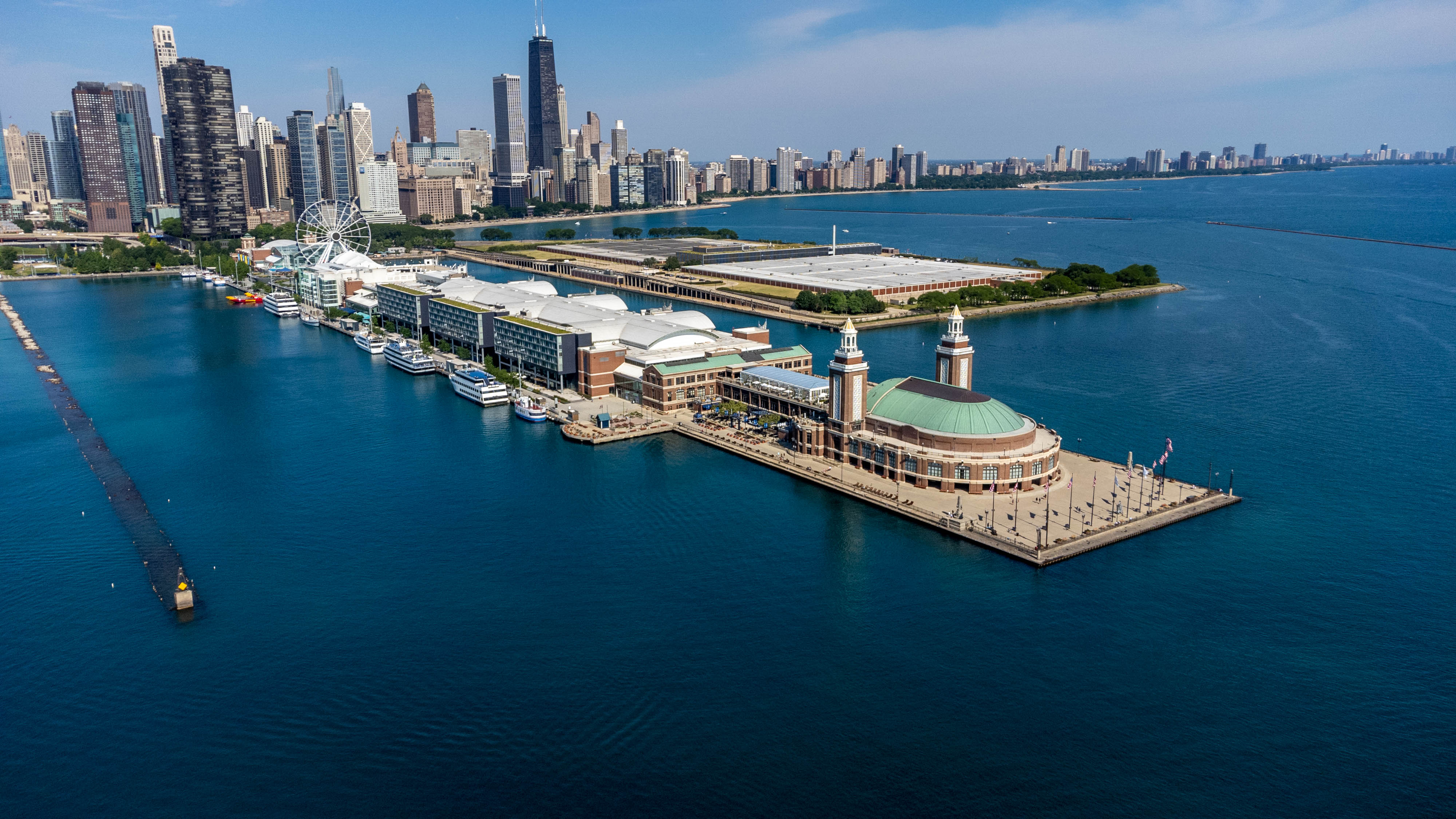
اسکله نیروی دریایی در نگاه شمال غربی در سال ۲۰۲۲

در سال ۱۹۵۹، کانال سنت لارنس افتتاح شد و فعالیت‌های تجاری در اسکله برای مدت کوتاهی افزایش یافت، اگرچه کسب و کار کاهش یافت و به تأسیسات مدرن‌تر در دریاچه کالیومت منتقل شد. در سال ۱۹۷۶، ساختمان‌های انتهای شرقی بازسازی شدند و برای مدت کوتاهی اسکله دوباره زنده شد و محل برگزاری رویدادهای تابستانی مانند شیکاگوفست شد. اما نگهداری به درستی انجام نشد و اسکله به تدریج به وضعیت بدی افتاد.
در سال ۱۹۸۹، شهر شیکاگو از موسسه زمین شهری (ULI) خواست تا استفاده‌های جدیدی برای اسکله تجسم کند. سازمان متروپولیتن پایر و نمایشگاه (MPEA) تأسیس شد؛ مسئولیت آن مدیریت و بهره‌برداری از اسکله نیروی دریایی و مک‌کومیک پلیس بود. MPEA بازسازی را به عهده گرفت و برخی از توصیه‌های ULI را به کار برد. در سال ۱۹۹۵، اسکله نیروی دریایی بازطراحی شد و به عنوان یک مکان چندمنظوره با فضاهای خرده‌فروشی، غذاخوری، سرگرمی و فرهنگی به عموم معرفی شد.

### توسعه مجدد
تلاش‌ها برای به‌روزرسانی اسکله نیروی دریایی برای قرن بیست و یکم از ۱۳ ژانویه ۲۰۰۶ آغاز شد، زمانی که سازمان متروپولیتن پایر و نمایشگاه یک پیشنهاد برای بازسازی عمده اسکله منتشر کرد که شامل یک مونوریل، یک چرخ وفل با قطر ۲۶۰-فوت (۷۹-متر) بدون پره، یک ترن هوایی، هتلی شناور و یک پارک آبی با تم دریاچه‌های بزرگ بود. این طرح شامل تقریباً دو برابر ظرفیت فعلی پارکینگ و یک تئاتر جایگزین با ظرفیت بیشتر بود. در زمان اعلام این طرح، برچسب قیمتی ۲ میلیارد دلار اعلام شد.
پس از بازسازی سازمانی که مسئول اداره اسکله نیروی دریایی و مک‌کومیک پلیس بود، مطالعه جدیدی برای تجدید حیات فرآیند ارتقا سفارش داده شد. مطالعه جدید، توسط موسسه زمین شهری، در تاریخ ۱۱ نوامبر ۲۰۱۰ منتشر شد و مجموعه‌ای از بهبودهای متواضع‌تر را توصیه کرد که هدف آن حفظ نقش اسکله به عنوان یک فضای عمومی بود، به جای تبدیل آن به یک پارک تفریحی. عناصر پیشنهادی شامل یک مکان کنسرت، فضای بزرگتر تئاتر شکسپیر شیکاگو، رستوران‌های جدید، یک منطقه تجاری بازسازی شده در اطراف ورودی اسکله و ویژگی‌های پارکی اضافی برای نزدیک‌تر کردن مردم به دریاچه بود. امکانات، از جمله چرخ وفل بزرگ‌تر و یک هتل، به عنوان امکاناتی نسبتاً دور از ذهن ذکر شده‌اند.

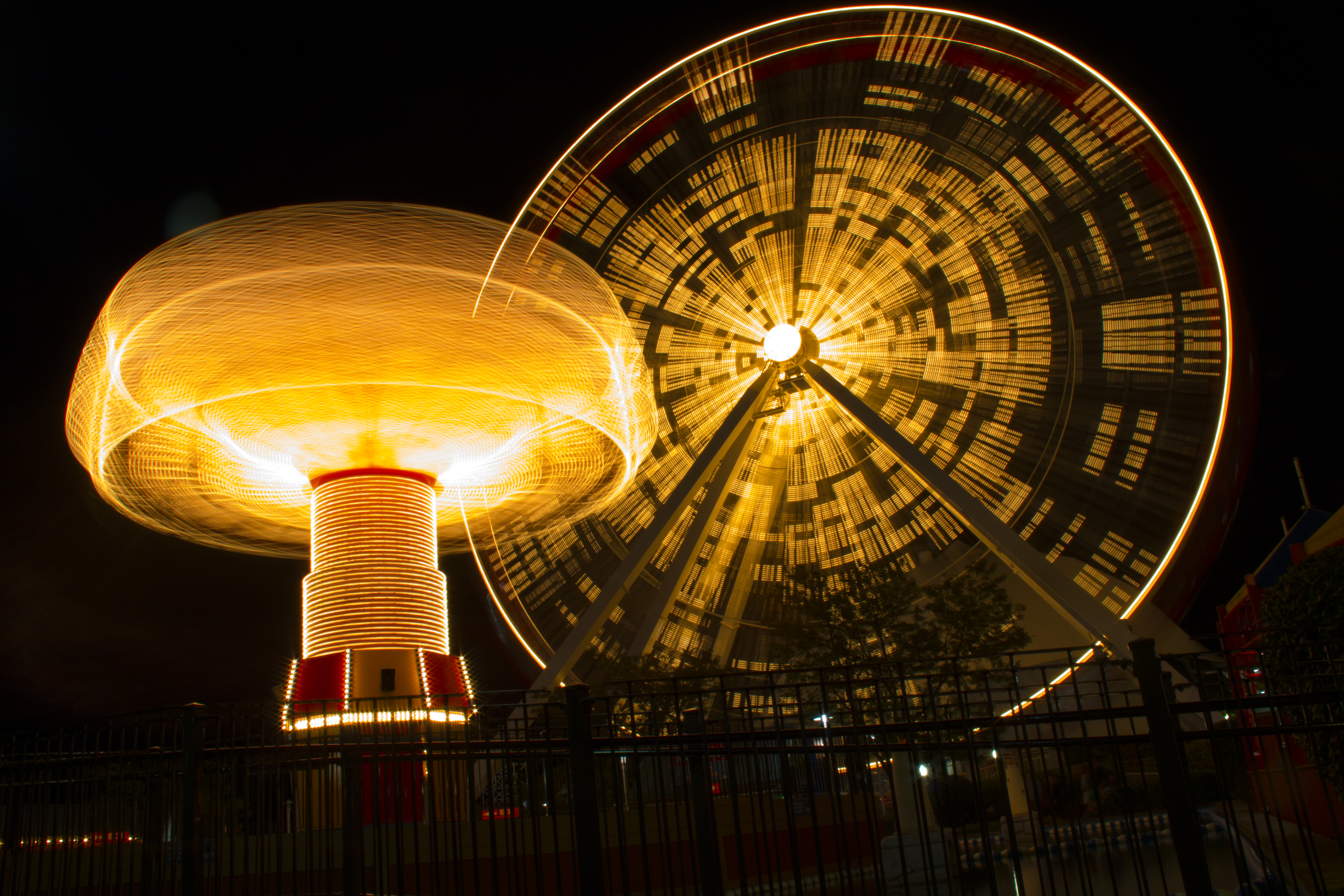
چرخ وفل نمادین اسکله نیروی دریایی که در ۲۷ سپتامبر ۲۰۱۵ بازنشسته شد

در مارس ۲۰۱۲، یک مسابقه منجر به انتخاب یک مفهوم طراحی ارائه شده توسط تیمی به رهبری جیمز کورنر از «عملیات‌های میدانی جیمز کرنر» شد که بر نقش اسکله به عنوان یک پیاده‌راه ساحلی تمرکز داشت. در سال ۲۰۱۳، سازمان برنامه‌هایی را برای اجرای اولین عناصر نسخه ساده‌شده آن مفهوم اعلام کرد، با بازسازی مناظر خیابان و فضای پیاده‌رو وسیع‌تر، جابه‌جایی لنگرگاه‌های قایق‌های تور برای بهبود دید از یک راه‌پله مرکزی جدید متمرکز بر چرخ وفل. کار بر روی طرح توسعه مجدد، که ویژن صدمین سالگرد نامیده می‌شود، در زمستان ۲۰۱۳–۲۰۱۴ آغاز شد. هدف از این طرح تحقق مأموریت برای نگه‌داشتن اسکله نیروی دریایی به عنوان یک فضای عمومی درجه یک و بازسازی اسکله به گونه‌ای است که بیشتر امکانات تفریحی شبانه و در طول سال و ویژگی‌های طراحی و منظر جذاب‌تری داشته باشد. بنیاد خانواده پولک (تأسیس شده توسط سال پولک) مبلغ ۲۰ میلیون دلار به تلاش‌های توسعه مجدد اهدا کرد؛ پارک و فواره در ورودی اسکله به نام پارک و فواره برادران پولک نامگذاری شد. این پارک میزبان کنسرت‌ها و نمایش فیلم‌ها است.
چرخ و فلک جدیدی برای اسکله در تاریخ ۲۳ ژوئن ۲۰۱۵ اعلام شد. این چرخ وفل ۱۹۶ فوت (۶۰ متر) ارتفاع دارد، ۴۶ فوت (۱۴ متر) بلندتر از مدل قبلی. اکنون دوازده دقیقه به طول می‌انجامد به جای هفت دقیقه و شامل سه گردش است. چرخ وفلک جدید دارای چراغ‌های روشن‌تری است و در ماه مه ۲۰۱۶ افتتاح شد.
ویژن صدمین سالگرد's اولین فاز در تابستان ۲۰۱۶ تکمیل شد. کار شامل طراحی مجدد فضاهای عمومی اسکله، معروف به پیراسکیپ، و بهبودهای داخلی در فمیلی پاویلیون و آرکید جنوبی بود. پروژه‌های فاز I شامل تبدیل داک جنوبی به فضای سبزتر و جذاب‌تر، تبدیل راهروی داخلی آرکید جنوبی به تجربه غذایی با تم شیکاگو و ایجاد یک فواره روشن/پیست اسکیت روی یخ در پارک پولک برادران بود. در نوامبر ۲۰۱۶، توسعه فاز I موفق به دریافت گواهی طلایی تحت سیستم رتبه‌بندی ابتکار سایتس پایدار (SITES) شد، بر اساس فضاهای سبز گسترش‌یافته، دسترسی بهبود یافته پیاده‌رو، بهره‌وری انرژی، مدیریت نوآورانه آب باران و استفاده از مواد محلی بازیافتی.
پروژه‌های فاز دوم شامل توسعه یک هتل هفت‌طبقه، ۲۴۰ اتاقه، در کنار سمت جنوبی «فستیوال هال»؛ افزودن مارک‌های جدید به «ایست اند پلازا»، از جمله یک راه‌پله با قوس و بالا رونده و ویژگی آب بازتابنده؛ یک «به پاویون خوش آمدید» در پارک پولک برادران به مساحت ۱۳ هکتار با ۴٫۰۰۰ فوت مربع برای خدمات مهمان و فضای برنامه‌ریزی؛ یک پیست اسکیت روی یخ فصلی در داخل محدوده فواره و میدان پارک پولک برادران؛ و یک تأسیسات لنگرگاه قایق در سمت شمالی برای استفاده توسط قایق‌سواران تفریحی به صورت فصلی است.

## جاذبه‌ها

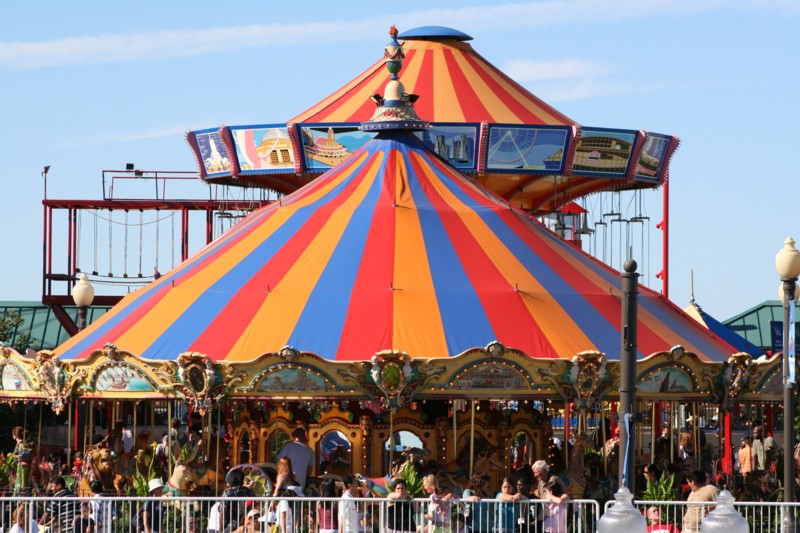
چرخ و فلک موسیقیایی

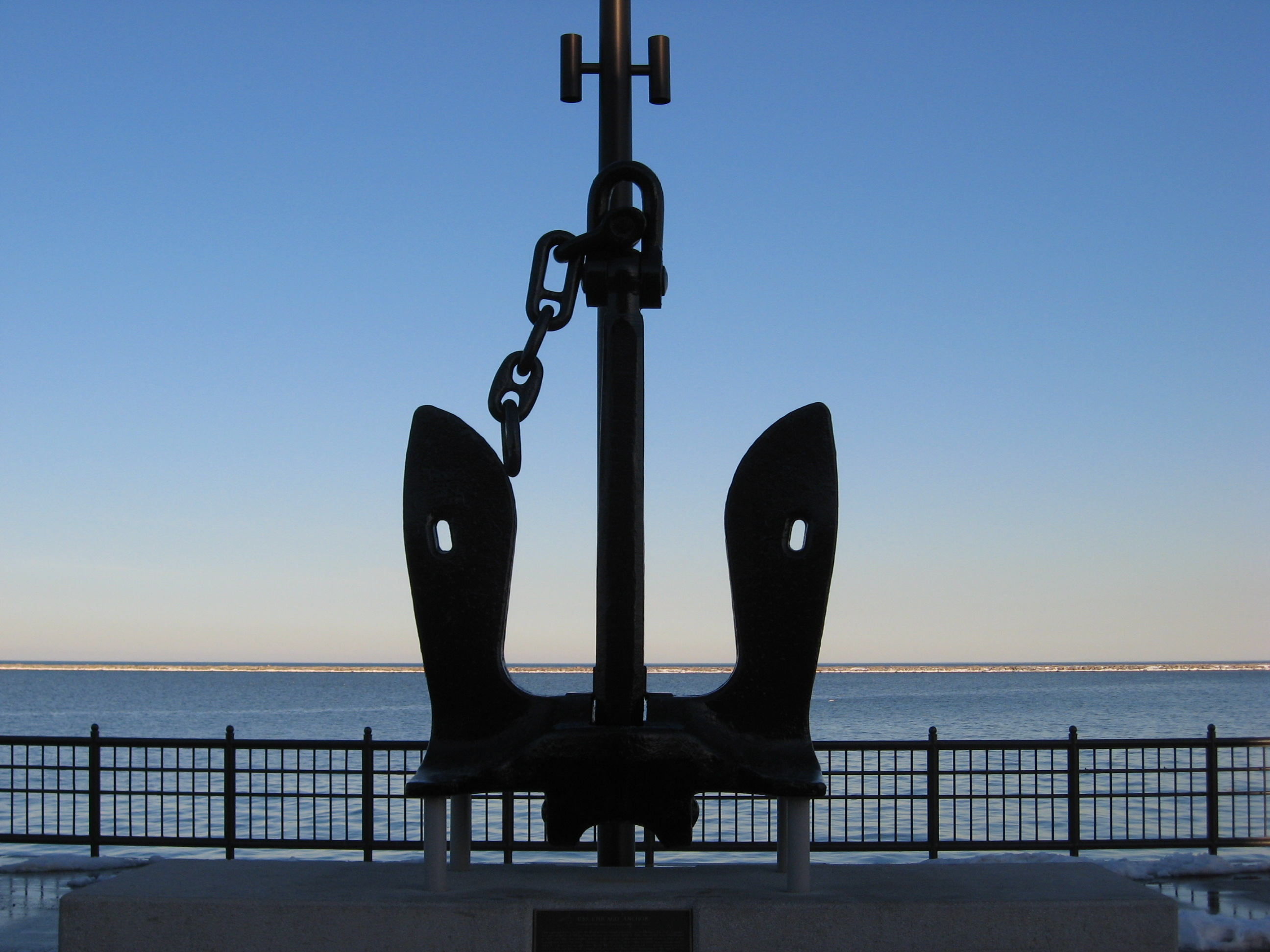
لنگر یواس‌اس شیکاگو

در پارک اسکله نیروی دریایی جاذبه‌های زیادی در فضای باز وجود دارد، از جمله «چرخ و فلک پپسی»، «لایت تاور راید»، قایق‌های کنترل از راه دور (که اکنون به همراه فواره در اطراف «چرخ و فلک» برداشته شده است)، تی‌کاپس و چرخ و فلک. برای سال ۲۰۲۱، «برج پرش» جدید، یک دابل شات که از جزیره لذت بسته‌شده منتقل شده است، اضافه شده است.
«خانه تفریحی شگفت‌انگیز شیکاگو» در اسکله قرار دارد. این یک تجربه معمایی با حس کامل است که در آن فرد باید از طریق ۴٬۰۰۰ فوت مربع (۳۷۰ متر مربع) تونل‌ها و معماها عبور کند. باغ‌های بلورین یک باغ گیاه‌شناسی به مساحت یک هکتار در داخل اسکله است. این یک آتریوم شیشه‌ای شش‌طبقه با سقف قوسی به ارتفاع ۵۰-فوت (۱۵-متر) است. بسیاری از مدارس برای بازدید و تجربه این جاذبه به اینجا می‌آیند.
موزه کودک شیکاگو بخشی از اسکله است، با نمایشگاه‌ها و فعالیت‌های مختلف برای لذت بردن کودکان و بزرگ‌ترها. تئاتر شکسپیر شیکاگو، تئاتری که نمایش‌های شکسپیر را اجرا می‌کند، در اینجا قرار دارد.
چرخ و فلک اصلی در تاریخ ۲۷ سپتامبر ۲۰۱۵ فروخته شد و به برانسون، میزوری منتقل شد، جایی که در سال ۲۰۱۶ افتتاح شد. چرخ و فلک جدید ۱۹۶-فوت (۶۰-متر) که جایگزین آن شده، یک دی‌دابلیو۶۰ از داچ ویلز است، شرکتی مستقر در هلند که چرخ و فلک قبلی اسکله را ساخته بود. دی‌دابلیو۶۰ مدرن‌ترین نوع چرخ و فلک است که در ایالات متحده معرفی شده و چرخ و فلک‌های مشابهی در حال حاضر در هنگ کنگ و باکو، جمهوری آذربایجان در حال فعالیت هستند. ویژگی‌های قابل توجه آن شامل کابین‌های دوطرفه است که بارگیری و تخلیه را آسان می‌کند، ساختار تقویت‌شده برای تحمل بادهای با سرعت ۱۱۵ مایل بر ساعت (۱۸۵ کیلومتر بر ساعت) و شیشه‌های ایمنی که قادر به مقابله با طوفان‌های شدید هستند. چرخ و فلک جدید در تاریخ ۲۷ مه ۲۰۱۶ رونمایی شد.
در حدود آوریل ۲۰۱۹، چرخ و فلک اصلی که از سال ۱۹۹۵ در حال فعالیت بود، به دلیل خرابی مکانیزم آن در اثر آب و هوای سرد اوایل سال ۲۰۱۹، جدا و برداشته شد. در اواخر ماه مه تا ژوئن، چرخ و فلک جدیدی در محل چرخ و فلک اصلی نصب شد. این چرخ و فلک جدید قبلاً در پارک دورنی از سال ۱۹۸۶ تا ۲۰۱۶ با نام چرخ و فلک شانسی فعالیت می‌کرد.

## مستاجران
روزنامه شیکاگو سان‌تایمز مقر اصلی خود را در اسکله نیروی دریایی دارد. دابلیوبی‌ای‌زد، که با این روزنامه مرتبط است، مستاجر ۴۵٬۰۰۰ فوت مربع (۴٬۲۰۰ متر مربع) از فضا است که دارای عملکردهای رادیویی و روزنامه‌ای است.

## رویدادها و هنر
اسکله نیروی دریایی میزبان تورهای دیدنی از شرکت‌هایی مانند سی‌داگ ونچرز، گشت و گذار در خط ساحلی و خدمات تاکسی آبی، و کشتی بلند بادی است. همچنین، کرایه‌های شام توسط کروزس انترتینمینت با کشتی‌های روح شیکاگو، ادیسه دوم و Mystic Blue ارائه می‌شود. این اسکله در شب‌های چهارشنبه و شنبه در طول تابستان و شب‌های شنبه در پاییز، آتش‌بازی برگزار می‌کند.
اسکله نیروی دریایی میزبان جشنواره زمستانی پنجمین سومین جشنواره شگفت‌انگیز زمستانی بانک از دسامبر تا ژانویه است.
بسیاری از آثار هنری در فضای باز در اسکله نیروی دریایی به نمایش گذاشته شده‌اند. لنگر کشتی نظامی یواس‌اس شیکاگو (سی‌ای-۱۳۶/سی‌جی-۱۱) در انتهای دورتر به نمایش درآمده است. سایر آثار شامل مجسمه‌ای از بازیگر باب نیوهارت بر روی مبل به همان صورتی که در نمایش باب نیوهارت دیده می‌شود، مجسمه کاپیتان روی سکان که به ناخدایان دریایی اختصاص دارد، و مجسمه شلاق را بشکنید که شامل هشت کودک در حال بازی که دست در دست هم گرفته‌اند، اثر جی سوارد جانسون جونیور است.
تالارهای جشنواره می‌توانند برای رویدادهای ورزشی استفاده شوند. تالارهای جشنواره A و B می‌توانند به یک عرصه رقابتی به مساحت ۱۷۰٬۰۰۰ فوت مربع (۱۶٬۰۰۰ متر مربع) تبدیل شوند. مسابقات ژیمناستیک در تالارهای جشنواره برگزار شده است.

## مسیرهای اتوبوس
سی‌تی‌ای

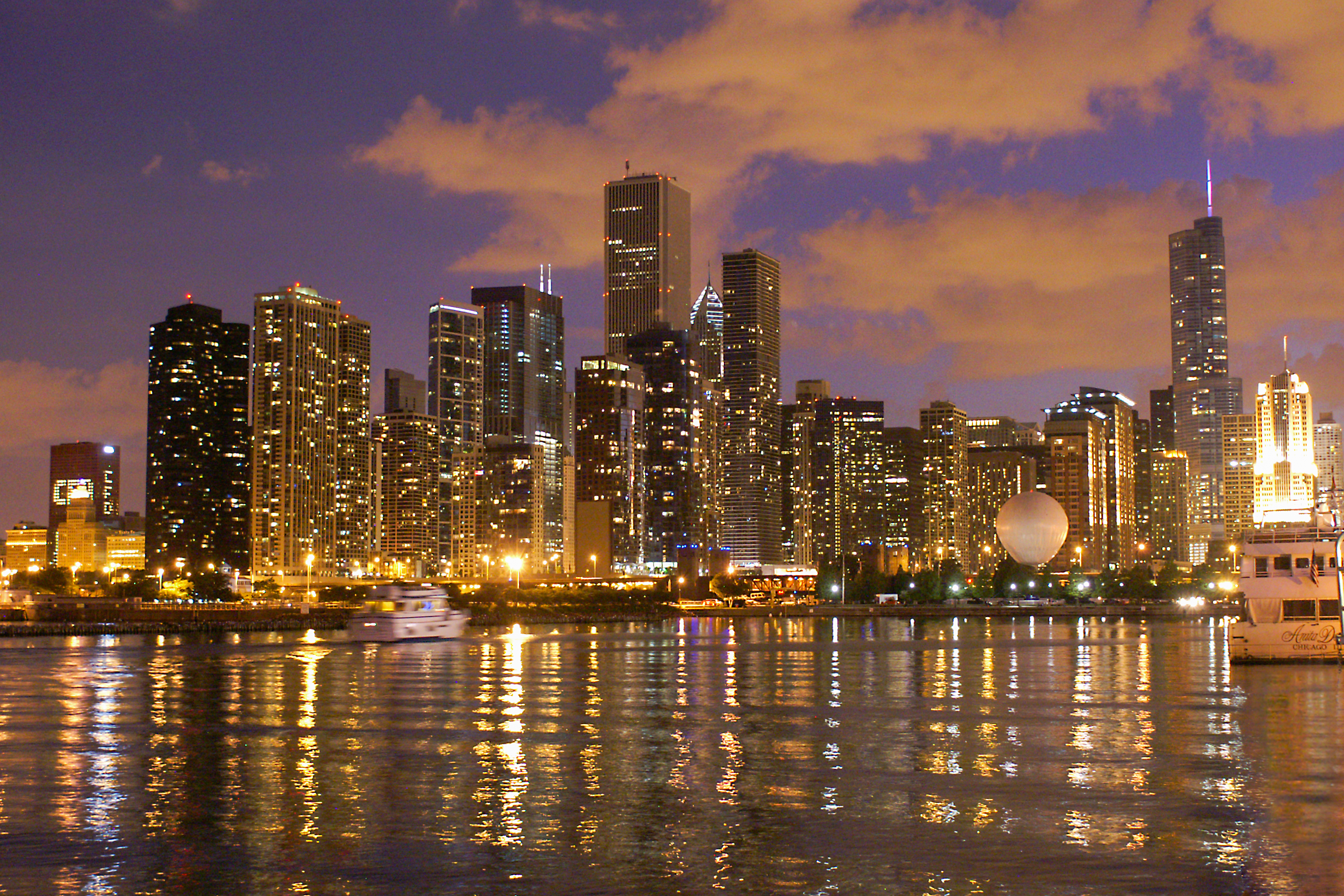
مرکز شهر شیکاگو از اسکله نیروی دریایی

- ۲ هیپ پارک اکسپرس (فقط در ساعات شلوغی روزهای هفته)[۳۶]
- ۲۹ ایالت[۳۷]
- ۶۵ گرند[۳۸]
- ۶۶ شیکاگو[۳۹]
- ۱۲۴ اسکله نیروی دریایی[۴۰]

## در فرهنگ عامه
تالارهای جشنواره در فیلم رنگ پول (۱۹۸۶) به عنوان نماینده آتلانتیک سیتی، نیوجرسی برای مسابقات مسابقات قهرمانی ۹ توپ استفاده شدند.
در هر دو فیلم معامله خام (۱۹۸۶) و کولی های جوان، اسکله به عنوان مکان‌هایی برای تعقیب و گریز ماشین‌ها استفاده شده است.
قسمت پایانی فصل چهارم سریال تی.جی. هوکر، با عنوان «اتصال شیکاگو»، صحنه‌ای در مقابل اسکله که در آن زمان متروکه بود، به نمایش می‌گذارد.
در فیلم ناشایست، اسکله و چرخ و فلک به صورت متروک و زوال یافته در شیکاگوی آینده نمایش داده می‌شوند و گفته می‌شود که آنها به اختیار خود مدت‌ها پیش رها شده‌اند. اعضای گروه داونتلس بازی «پرچم را بگیر» را در پارک برگزار می‌کنند. تریس و فور بر روی چرخ و فلک صعود می‌کنند تا تیم حریف را شناسایی کنند. در کتاب، تیم حریف پرچم را در پارکی نزدیک به اسکله پنهان می‌کند، در حالی که در نسخه فیلم، پرچم در برج ساختمان موزه کودکان شیکاگو پنهان شده است.
در بازی ویدئویی نسکار ۰۹، اسکله به عنوان یک پیست مسابقه تخیلی به نمایش در می‌آید.
آلبوم/دی‌وی‌دی یک شب طولانی اثر بلو اویستر کالت در تاریخ ۲۱ ژوئن ۲۰۰۲ به صورت زنده از اسکله نیروی دریایی/صحنه افق ضبط شده است.

## ببینید همچنین
- تالار نیروی دریایی
- موزه شیشه‌های رنگی اسمیت

## مراجع
1. ↑  سازمان پارک‌های ملی (ژوئیه 9, 2010). "National Register Information System". National Register of Historic Places. National Park Service.
2. 1 2  LaTrace, A J (آوریل 6, 2017). "Millennium Park overtakes Navy Pier as most popular attraction in Illinois". Chicago Curbed. Retrieved May 11, 2022.
3. ↑  "Navy Pier | A Chicago Landmark". Navy Pier (به انگلیسی). Archived from the original on April 27, 2016. Retrieved April 24, 2016.
4. ↑  "Crain's List Largest Tourist Attractions (Sightseeing): Ranked by 2007 Attendance". Crain's Chicago Business. ژوئن 23, 2008. p. 22.
5. ↑  Bentle, Kyle (آوریل 28, 2016). "Navy Pier at 100: How the Chicago icon will be changing". Chicago Tribune. Retrieved May 1, 2016.
6. ↑  "PDF of Navy Pier" (PDF). Archived from the original (PDF) on April 23, 2015. Retrieved April 24, 2016.
7. ↑  "Navy Pier". Archived from the original on February 25, 2023. Retrieved February 25, 2023.
8. ↑  "تاریخ شیکاگو، فلش‌بک شیکاگو: اسکله نیروی دریایی". Chicago Tribune. ژانویه 8, 2012. Archived from the original on April 21, 2016. Retrieved August 4, 2024.
9. ↑  کشتی‌های سابق USS Sable (IX-81) و USS Wolverine (IX-64) که در نزدیکی اسکله نیروی دریایی لنگر انداخته‌اند، در انتظار دفع. 1946.
10. ↑  Grossman, Ron (ژوئیه 8, 2016). "دانشگاه ایلینوی در اسکله نیروی دریایی در سال ۱۹۴۶ برای خدمت به کهنه‌سربازان جنگ جهانی دوم افتتاح شد". Chicago Tribune. Retrieved January 27, 2018.
11. ↑  "Encyclopedia of Chicago". www.encyclopedia.chicagohistory.org. Retrieved April 24, 2016.
12. ↑  "دور دوم ارتقای اسکله نیروی دریایی". Chicago Tribune. نوامبر 11, 2010. Retrieved November 11, 2010.
13. ↑  "طراحی مجدد اسکله نیروی دریایی بین مردمی و شیکاگوئی راه می‌رود". Chicago Tribune. اوت 12, 2013. Retrieved August 12, 2013.
14. ↑  "شروع بازسازی اسکله نیروی دریایی این هفته". Time Out Chicago. سپتامبر 25, 2013. Archived from the original on March 8, 2014.
15. ↑  "Navy Pier | A Chicago Landmark". Navy Pier (به انگلیسی). Archived from the original on November 12, 2014. Retrieved April 24, 2016.
16. ↑  Kori Rumore, Phil Geib, Jemal R. Brinson and Nausheen Husain, "فواره جدید در اسکله نیروی دریایی باز شده است", Chicasgo Tribune, 26 مه 2016
17. ↑  Bremer, Shelby (ژوئیه 10, 2017). "افتتاح مکان‌های جدید اجرا در اسکله نیروی دریایی". NBC Chicago (به انگلیسی). Archived from the original on May 23, 2022. Retrieved August 13, 2023.
18. ↑  Koziarz, Jay (ژوئیه 10, 2017). "پارک جدید، مکان‌های اجرا در فضای باز امشب در اسکله نیروی دریایی باز می‌شود". Curbed Chicago (به انگلیسی). Archived from the original on March 24, 2023. Retrieved August 13, 2023.
19. ↑  "پارک پولک برادران". Time Out Chicago (به انگلیسی). مارس 12, 2018. Archived from the original on August 11, 2022. Retrieved August 13, 2023.
20. ↑  "شیکاگو چرخ وفلک اسکله نیروی دریایی را با چرخ وفلک بلندتر جایگزین می‌کند". Chicago Tribune. ژوئن 23, 2015. Retrieved June 23, 2015.
21. 1 2  "تاریخچه ویژن صدمین سالگرد و توسعه مجدد | اسکله نیروی دریایی". Navy Pier (به انگلیسی). Archived from the original on July 3, 2017. Retrieved August 9, 2017.
22. ↑  "چرخ و فلک و جاذبه‌های پارک اسکله | اسکله نیروی دریایی". Navy Pier (به انگلیسی). Archived from the original on April 1, 2016. Retrieved April 24, 2016.
23. ↑  "Amazing Chicago's | اسکله نیروی دریایی". Navy Pier (به انگلیسی). Archived from the original on April 1, 2016. Retrieved April 24, 2016.
24. 1 2  "اسکله نیروی دریایی تاریخی: کارهایی که باید انجام دهید". Navy Pier Chicago. Archived from the original on October 30, 2014. Retrieved October 5, 2009.
25. ↑  "موزه کودکان شیکاگو در اسکله نیروی دریایی". موزه کودکان شیکاگو.
26. ↑  "چرخ و فلک برانسون". Missouri VisitMO.com.
27. ↑  "جستجوی شما برای چرخ و فلک | اسکله نیروی دریایی". Navy Pier (به انگلیسی). Retrieved April 24, 2016.[پیوند مرده]
28. ↑  داستان چرخ و فلک شیکاگو, مرکز معماری شیکاگو. دسترسی: ۱۲ سپتامبر ۲۰۲۳. "قسمتی از طراحی مجدد بزرگ‌تر اسکله نیروی دریایی برای جشن صدمین سالگرد، این وسیله تفریحی جدید جایگزین چرخ و فلک قبلی نصب‌شده در سال ۱۹۹۵ شد. هر دو چرخ و فلک‌های ۱۹۹۵ و ۲۰۱۶ توسط داچ ویلز ساخته شده‌اند. چرخ و فلک جدید با نام سنتنیال ویل، ارتفاعی به اندازه ۱۹۶ فوت و دارای ۴۲ کابین دارد.... سنتنیال ویل با امکانات جدید، از جمله کابین‌های مجهز به تهویه مطبوع و شیشه‌های ایمنی پیشرفته، به جای قدیمی خود آمده است."
29. ↑  "تماس با ما". Chicago Sun-Times. Retrieved December 26, 2023. آدرس پستی: Chicago Sun-Times Navy Pier, 848 E. Grand Ave. Chicago, IL 60611
30. ↑  Roeder, David (ژوئن 29, 2022). "Sun-Times و WBEZ فضا را در پست‌خانه قدیمی اجاره کردند". Chicago Sun-Times. Retrieved December 26, 2023.
31. ↑  "مجسمه و هنر". Navy Pier. Archived from the original on May 28, 2016. Retrieved May 1, 2016.
32. ↑  "شیکاگو مجسمه بوب نیوارت را اختصاص می‌دهد". Today. ژوئیه 27, 2004. Retrieved December 14, 2015.
33. ↑  "مجسمه و هنر". Navy Pier. Archived from the original on December 7, 2015. Retrieved December 14, 2015.
34. ↑  "Navy Pier: [Crack the Whip - اثر J. Seward Johnson Jr.]". وبلاگ هنر عمومی در شیکاگو. سپتامبر 15, 2010. Retrieved December 14, 2015.
35. 1 2  "محل برگزاری رقابت". chicagostylemeet.com (به انگلیسی). Archived from the original on March 27, 2019. Retrieved March 26, 2019.
36. ↑  "2 هیپ پارک اکسپرس". Transit Chicago. Retrieved June 5, 2019.
37. ↑  "29 ایالت". Transit Chicago. Retrieved June 5, 2019.
38. ↑  "65 گرند". Transit Chicago. Retrieved June 5, 2019.
39. ↑  "66 شیکاگو". Transit Chicago. Retrieved June 5, 2019.
40. ↑  "124 اسکله نیروی دریایی". Transit Chicago. Retrieved June 5, 2019.
41. ↑  "رنگ پول". www.movie-locations.com. Archived from the original on June 12, 2002.
42. ↑  Sacks, Ethan (مارس 16, 2014). "شیلین وودلی به قلمرو بودجه بزرگ با 'ناشایست' وارد می‌شود". Daily News. New York. Retrieved March 27, 2014.
43. ↑  Delaney, Gary (نوامبر 6, 2020). "آلبوم‌های زنده Blue Öyster Cult به زودی منتشر می‌شود". Nova.ie (به انگلیسی). Retrieved June 28, 2024.